# Кладбище Зильфельд
Кла́дбище Зи́льфельд (также Зильфельдское кладбище, нем. Friedhof Sihlfeld) — самое большое кладбище города Цюриха. Расположено в округе Wiedikon. Основано в 1877 году, как центральное кладбище города. На его территории расположено здание самого старого крематория Швейцарии, открытого в 1889 году. На кладбище похоронены известные личности среди которых Анри Дюнан, писатели Готфрид Келлер, Йоханна Спири, художник Рудольф Коллер.

## Могилы известных людей
На территории кладбища похоронены многие известные научные и культурные деятели, политики, представители творческой интеллигенции.

| - политик Август Бебель Сектор A, FG 81079 - философ Алоиз Бидерман Сектор A, FG 83073 - геолог Альберт Гейм - геолог Арнольд Гейм - общественный деятель Анри Дюнан Сектор D, FG 81268 - писатель Готфрид Келлер Сектор A, FG 81022 - поэт Готфрид Кинкель Сектор A, FG 82487 - художник Рудольф Коллер Сектор A, FG 81023 - инженер Карл Кульман Сектор A, FG 82484 - график Рихард Пауль Лозе Сектор A, FG 8107 | - писатель Вальтер Меринг Сектор A, FG 81094 - писатель Альфред Польгар Сектор A, FG 83144 - писательница Йоханна Спири Сектор А, PG 81210 - врач-гигиенист Фёдор Фёдорович Эрисман - врач Мария Гейм-Фёгтлин Крематорий, FG 83183 - футболист Якоб Кун - учёный Лоренц Окен Сектор A, FG 82181 - историк литературы Иоганн Шерр Сектор A, FG 83249 |

## Галерея

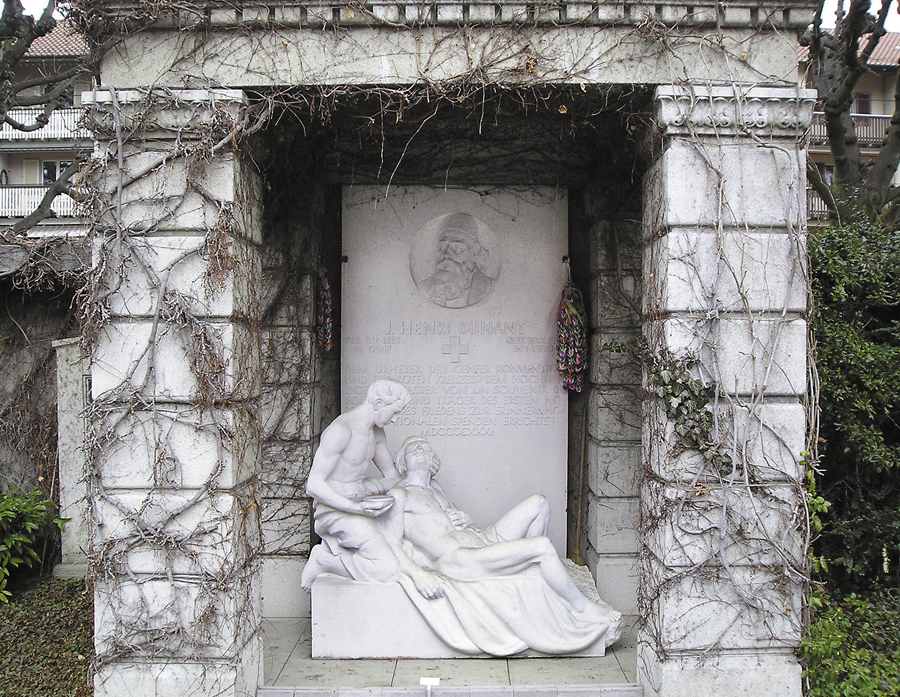
Могила Анри Дюнана
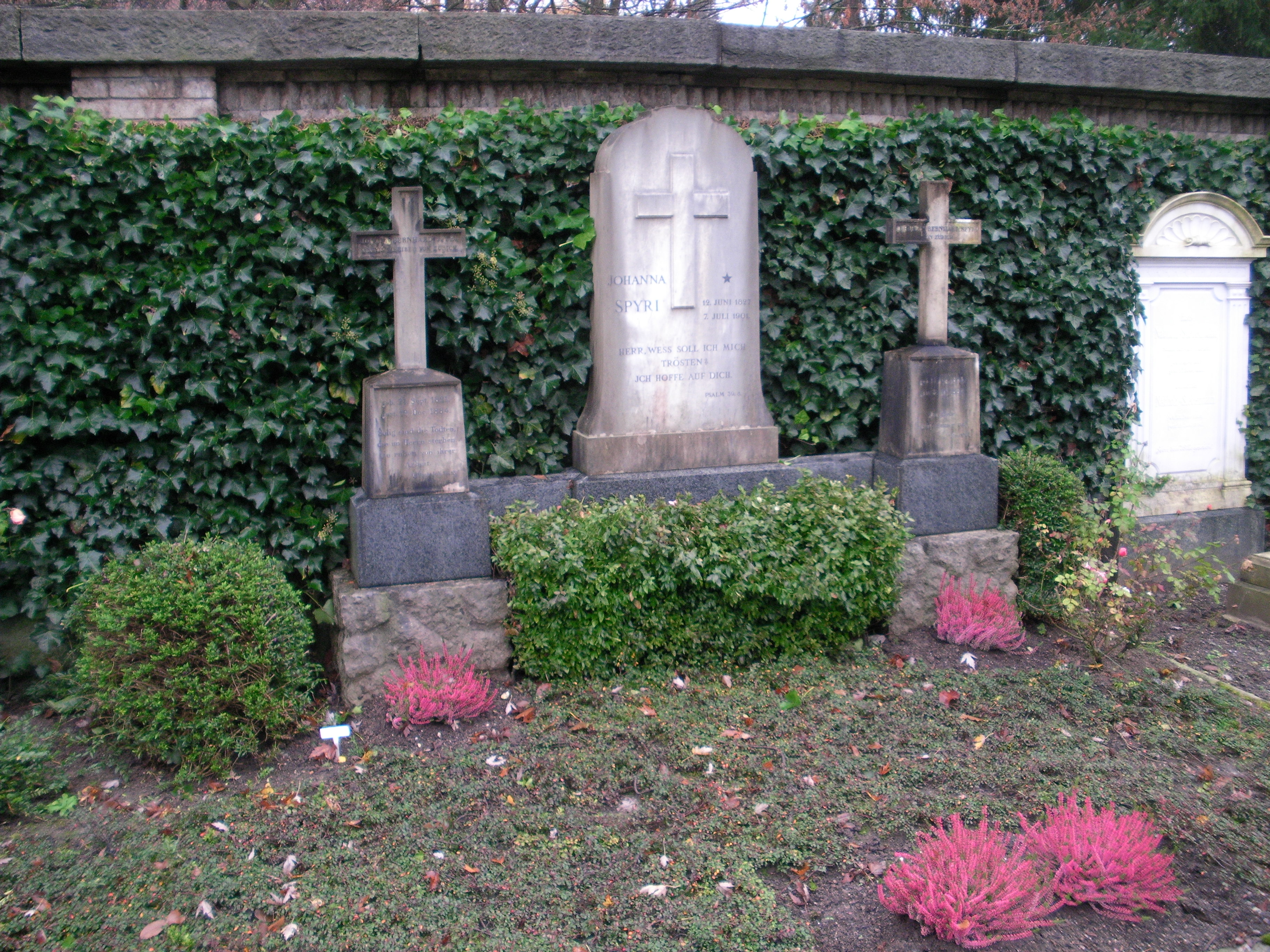
Могила Йоханны Спири
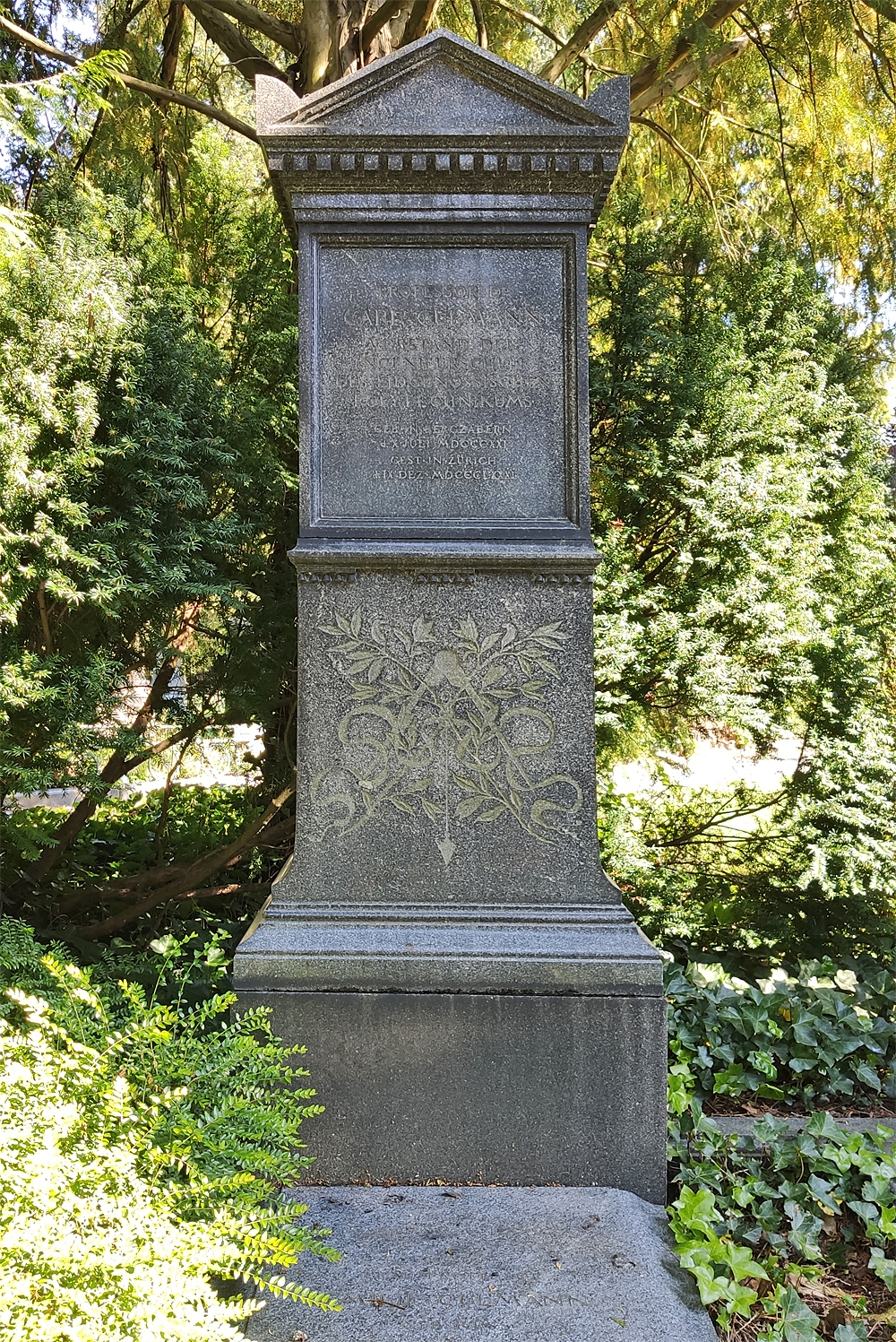
Надгробье Карла Кульмана